# Многогранник Ханнера
Многогранники Ханнера — класс выпуклых многогранников, которые можно получить рекурсивно из отрезка при помощи двух операций: взятие прямого произведения и переход к двойственному многограннику.
Названы в честь Олофа Ханнера, который рассмотрел их в 1956 году.

## Построение
Многогранники Ханнера образуют минимальный класс многогранников, удовлетворяющий следующим условиям:
- Отрезок прямой является одномерным многогранником Ханнера.
- Прямое произведение двух многогранников Ханнера является многогранником Ханнера. (Его размерность равна сумме размерностей двух исходных многогранников.)
- Многогранник двойственный к многограннику Ханнера является многогранником Ханнера. (Этот многогранник имеет ту же размерность, что и исходный.)

### Замечания
- Вместо операции перехода к двойственному многограннику можно брать выпуклую оболочку объединения многогранников, находящихся в перпендикулярных подпространствах.[3][4]

## Примеры
- Квадрат — это многогранник Ханнера как прямое произведение двух отрезков.
- Куб — это многогранник Ханнера как прямое произведение трех отрезков.
- Октаэдр — также многогранник Ханнера как многогранник, двойственный к кубу.

В размерности три любой многогранник Ханнера комбинаторно эквивалентен одному из этих двух видов многогранников.
В высших измерениях аналоги куба и октаэдра, гиперкубы и гипероктаэдры, также являются многогранниками Ханнера. Однако есть и другие примеры. В частности восьмигранная призма — четырёхмерная призма с основанием октаэдр. Она является многогранником Ханнера, как произведение октаэдра на отрезок.

## Свойства
- Многогранники Ханнера центрально-симметричны.

- Любой многогранник Ханнера комбинаторно эквивалентен многограннику с координатами любой вершины, принимающей значения 0, 1 или −1.[6]

- Общее число граней {\displaystyle d}-мерного многогранника Ханнера равно {\displaystyle 3^{d}}.
  - {\displaystyle 3^{d}}-гипотеза Калая состоит в том, что это число минимально для центрально-симметричных многогранников.[3]

- Противоположные грани многогранника Ханнера не пересекаются, и вместе содержат все вершины многогранника.
  - В частности, выпуклая оболочка двух таких граней есть весь многогранник.[6][7]
    - Как следствие из этого факта, все грани многогранника Ханнера имеют одинаковое число вершин.
      - Однако грани могут не быть изоморфны друг другу. Например, в восьмигранной призмы две грани октаэдра, а остальные восемь граней — треугольных призм.

  - Двойственное свойство состоит в том, что противоположные вершины смежны со всеми гранями многогранника.

- Объём Малера, то есть произведение объёмов самого многогранника и его двойственного, для многогранника Ханнера то же, что у куба.
  - Гипотеза Малера состоит в том, что среди центрально-симметричных выпуклых тел этот объём достигает минимума на многогранниках Ханнера.[8]

- Число комбинаторных типов многогранников Ханнера размерности d такое же, как число последовательно-параллельных графов с d рёбрами.[4] Для d = 1, 2, 3, …, это последовательность A058387 в OEIS.
1, 1, 2, 4, 8, 18, 40, 94, 224, 548, …